# Офсетний циліндр
Офсе́тний цилі́ндр — проміжний гумовий циліндр, що в друкарській машині передає (переносить) зображення з форми на папір. На офсетний циліндр натягується декель.
Декель офсетного циліндра одночасно виконує дві функції — передачі фарбового зображення з форми на за-друковувану поверхню і забезпечення повнішого контакту з нею. Він компенсує нерівномірність за товщиною та шорсткість матеріалу, що задруковується, і дає змогу отримати якісне зображення.
Декель офсетного циліндра складається з гумотканинного полотна та піддекельних матеріалів (каліброваних завтовшки аркушів паперу та картону). Гумотканинне полотно — багатошаровий матеріал, що складається з прогумованої тканинної основи (неробочої) та верхнього гумового фарбопередавального шару (робочого).
Аби процес друкування був ефективним упродовж всього часу експлуатації офсетних гумотканинних полотен, останні повинні відповідати наступним вимогам: мати матову рівну поверхню; добре сприймати фарбу з друкарської форми та передавати її на відбиток у достатній кількості; мати достатні пружно-еластичні властивості для забезпечення повнішого контакту при друкуванні на різних типах матеріалів; верхній шар полотна не повинен набрякати під впливом розчинників фарби, зволожувальних та змивальних засобів; не мати механічних пошкоджень; мати рівномірну товщину, твердість та компресійність, достатню механічну міцність; забезпечувати легке відокремлення аркуша після задруковування.